# Shneur Zalman
Shneur Zalman Borukhovich, meglio conosciuto come Shneur Zalman di Liadi (in ebraico שניאור זלמן מלאדי‎?; Lëzna, 4 settembre 1745 – Pena, Oblast' di Kursk, 15 dicembre 1812), è stato un rabbino, filosofo e scrittore russo, fondatore del movimento Chabad-Lubavitch e primo Rebbe degli chassidim di Chabad.
Conosciuto presso i suoi seguaci e nelle altre dinastie chassidiche anche con vari appellativi (Alter Rebbe, RaZaSh, Baal HaTanya vehaShulchan Aruch, Rabbeinu HaZokein, Rabbeinu HaGodol, GRaZ o Rav), Shneur Zalman fu un rabbino ortodosso vissuto nell'attuale Bielorussia, dove fondò la scuola chassidica di Chabad, inizialmente basata a Liadi, nell'Impero russo.
Viene inoltre ricordato per essere stato autore di molte opere filosofiche e religiose ebraiche: le più famose sono lo Shulchan Aruch HaRav, il Tanya e il suo Siddur Torah Or, compilato secondo la Nusach Ari.

## Vita
Rabbi Shneur Zalman Borukhovich fu il più giovane studente del famoso rabbino e predicatore chassidico Dovber di Mezeritch. Conosciuto anche con l'appellativo Alter Rebbe, definì la direzione del suo movimento e influenzò il chassidismo con le sue due opere più famose: il Tanya e lo Shulchan Aruch HaRav. Il Tanya è primariamente un'opera mistica e spiega lo Zohar. Lo Shulchan Aruch HaRav è un trattato normativo di legge giudaica (o Halakhah) per i chassidim. I nomi "Schneersohn" e "Schneerson", usati dai suoi successori, sono patronimici dei discendenti di Shneur Zalman. La prima forma di questo nome fu infatti "Shneuri" (ebraico per "[figlio] di Shneur"). Poi fu cambiato in "Schneersohn".
Zalman stesso coinvolse i primi movimenti chassidici, sebbene avesse avuto in gioventù una formazione talmudica tradizionale. Si distinse come uno dei migliori e più giovani discepoli del Grande Maggid, primo discepolo e successore del fondatore del Chassidismo, fu nominato rabbino della città di Liadi e diventò rebbe di Liozna, con un numeroso seguito di fedeli. Col tempo il movimento Chabad si allargò formando gruppi dinastici in città come Lyubavitchi, Lyady, e Kapost. Differenze dottrinali tra questi gruppi furono minime. Dagli inizi del XX secolo molte delle altre dinastie hanno subito conseguenze non ottimali e solo la dinastia Lubavitch rimane come gruppo coesivo, coi termini Chabad e Lubavitch usati in maniera intercambiabile, sia nell'ambito del movimento che fuori di esso.

Bielorussia, dove nacque il movimento Chabad-Lubavitch

 Zalman divenne non solo il capo del suo stesso movimento chassidico ma anche una figura prominente nel Chassidismo in generale, segno ne sono le sue opere filosofiche. Fu il primo a codificare la filosofia chassidica in maniera comprensiva e primo fu anche a mettere per iscritto i relativi usi e costumi e l'Halakha. Fu il più importante esponente del Chassidismo del suo tempo e influenzò profondamente tale movimento. Allontanò il movimento dall'oscurantismo e lo portò verso forme più tradizionali di studio. Chabad, come scuola di pensiero, cambiò il Chassidismo e ciò diede al movimento Chabad fama e prestigio.
Zalman fu arrestato due volte dalle autorità russe col sospetto di sedizione o di essere una spia - i particolari esatti rimangono tuttora contenziosi, sebbene le accuse fossero sicuramente false.
Appoggiò lo Zar contro Napoleone durante l'invasione francese della Russia (1812) affermando che l'emancipazione degli ebrei avrebbe portato ad un rilassamento dell'osservanza religiosa. La sua morte a Pena, nell'Oblast' di Kursk, nel 1812 mentre fuggiva da Napoleone, lasciò irrisolta la questione della successione.La tomba del fondatore di Chabad si trova nella città ucraina di Hadiach. 

## Opere
Rabbi Shneur Zalman è stato uno scrittore prolifico. Ha infatti prodotto molteplici opere sul misticismo e sulle leggi giudaiche. I suoi trattati sono diventati la base fondamentale degli insegnamenti Chabad-Lubavitch. La sua grande abilità a spiegare i problemi più complessi della Torah ha reso i suoi libri famosi presso tutti gli studiosi biblici del mondo.

### Tanya
Probabilmente più conosciuto per la sua esposizione sistematica della filosofia chassidica ebraica intitolata Likkutei Amarim, famosa col nome di Tanya, pubblicato per la prima volta nel 1797. (La versione più completa di riferimento di quest'opera risale però al 1814.) Grazie alla popolarità di questo libro, gli ebrei chassidici si riferiscono a Rabbi Shneur Zalman con Baal HaTanya (l'autore del Tanya). Il Tanya tratta di spiritualità e psicologia ebraica dal punto di vista kabbalistico approfondendo importanti tematiche come i principi di fede ebraici, l'unità di Dio, lo Tzimtzum, le Sefirot, Simcha, Bitachon, e molti altri concetti mistici.

### Shulchan Aruch HaRav
Rabbi Shneur Zalman è parimenti noto per la sua opera Shulchan Aruch HaRav, versione del classico Shulkhan Arukh, un autorevole codice halakhico sulle leggi e usanze ebraiche commissionatogli da Rabbi Dovber di Mezeritch. Lo Shulchan Aruch HaRav è considerato molto importante da altri chassidim e citazioni di quest'opera abbondano in fonti non chassidiche del tipo Mishnah Berurah, usata dagli ebrei lituani, ed il Ben Ish Chai, usato dagli ebrei sefarditi. Rabbi Shneur Zalman è anche una delle tre autorità halakhiche (posek) sulle quali Shlomo Ganzfried basò il suo lavoro Kitzur Shulkhan Arukh.

### Siddur Torah Or
Ha inoltre curato il primo Siddur Chabad intitolato Siddur Torah Or. Esso si basa sul Nusach Ari Siddur del noto kabbalista Rabbi Isaac Luria (Arizal) di Safed ma lo adattò ad uso generale correggendone anche gli errori testuali. L'attuale Siddur Tehillat HaShem si fonda sul Siddur Torah Or di Zalman.

### Altre opere
Rabbi Shneur Zalman ha scritto anche i seguenti:
- Torah Or e Likutei Torah, spiegazioni kabbalistiche dei brani settimanali della Torah, la Canzone di Salomone (Shir HaShirim) e il Libro di Ester, estratti dai suoi Discorsi Chassidici e pubblicati da suo nipote, lo Tzemach Tzedek.
- Sefer HaMa'amorim, noto anche come Maamarei Admur HaZakein, Discorsi Chassidici: Hanachot HaRaP; Et'haleich Lyozna; 5562- 2 voll.; 5563, 2 voll.; 5564; 5565, 2 vol.; 5566; 5567; 5568, 2 vol.; 5569; 5570; 5571; Haketzarim; Al Parshiyot HaTorah VehaMoadim, 2 voll.; Inyanim; Ma'amarei Razal; Nach, 3 voll.
- Hilchot Talmud Torah, sullo studio della Torah.
- Sefer She'elot Uteshuvot, Responsa.
- Boneh Yerushalayim.
- Me'ah She'arim.
- Igrot Kodesh, 2 voll.